# Tortula lingulata
Tortula lingulata là một loài Rêu trong họ Pottiaceae. Loài này được Lindb. miêu tả khoa học đầu tiên năm 1880.